# 阿拉托斯

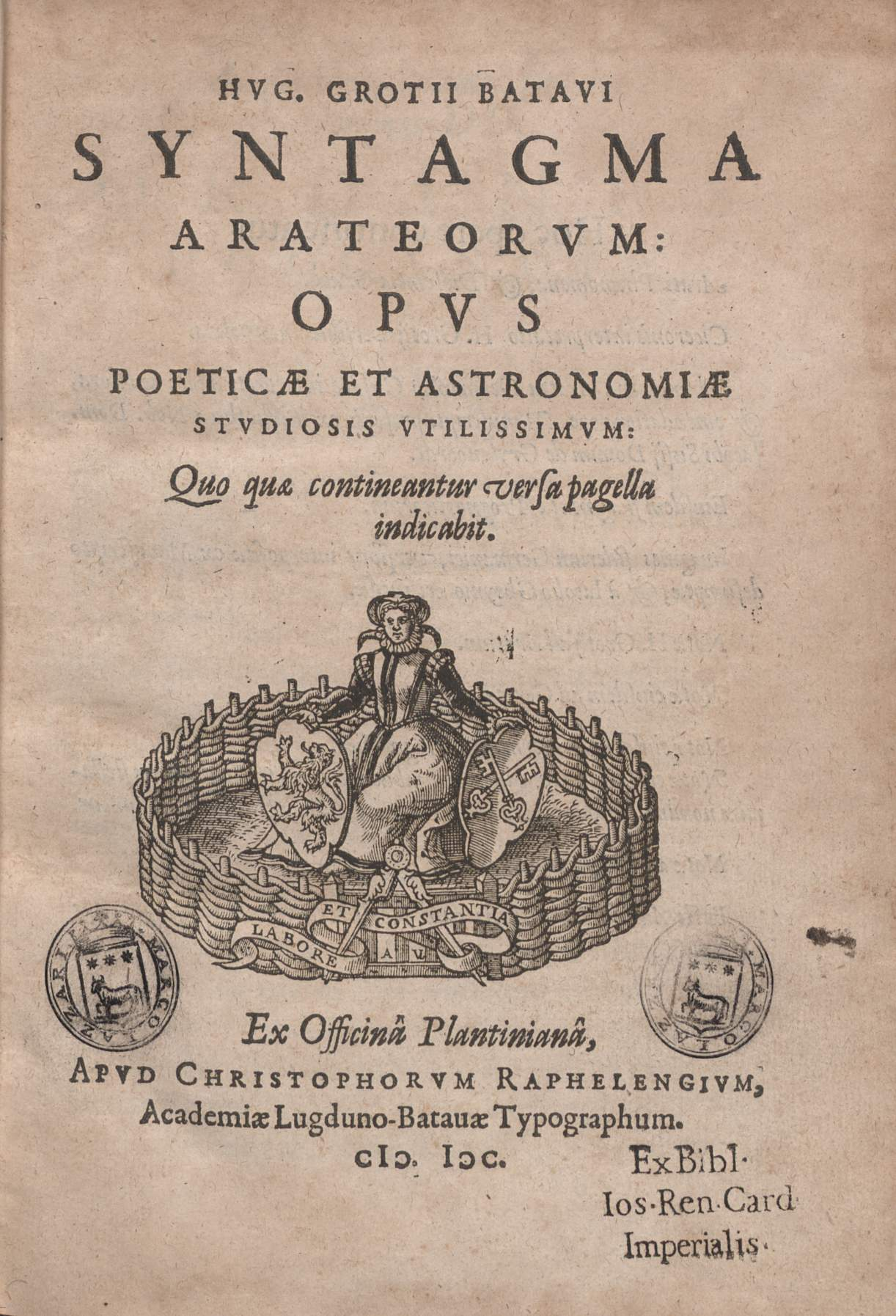
Phaenomena

阿拉托斯（Ἄρατος，前315或310年—前240年），古希臘最具名望的詩人之一，以長詩《物象》(τὰ Φαινόμενα)傳世，該詩對研究古代的天文學、氣象學具有極大價值。
生於基利家的索里，後來當上馬其頓王安提柯二世的宮廷詩人，死於當時的馬其頓首都培拉（現屬希臘的中馬其頓行政區）。他將哲學家歐多克索斯(Εύδοξος)的天文著作改寫成韻文《物象》，詩長1,154行，採用六音步格律，大概分為上下兩部分，上半描述星座，下半記錄氣象。這首詩為他贏得了很大名聲，在古代流傳甚廣，不少羅馬作家都曾翻譯此詩，包括演說家西塞羅、顯赫的日耳曼尼庫斯(Iulius Caesar Claudianus Germanicus)，連保羅在傳道時也曾引用（見〈使徒行傳〉17章28節）。

## 版本
- Aratus: Phaenomena (Cambridge Classical Texts and Commentaries), ed. Douglas Kidd, Cambridge University Press, 2004, ISBN 0-521-60712-4